# Zacatecas (stat)
 For alternative betydninger, se Zacatecas. (Se også artikler, som begynder med Zacatecas)
Zacatecas er en delstat i Mexico, som mod nord deler grænse med Durango og Coahuila, mod øst med San Luis Potosi, mod syd med Aguascalientes og Jalisco, mod vest med Jalisco og Durango. Arealet er 73.103 km². Hovedstaden hedder som delstaten Zacatecas. Staten havde i 2003 et anslået indbyggertal på 1.375.000. ISO 3166-2-koden er MX-ZAC.
Zacatecas ligger på Mexicos store centrale plateau, men en gennemsnitlig højde over havoverfladen på ca. 2.350 meter. Staten er bjergrig og gennemskæres i vest af udløbere af Sierra Madre Occidental og utallige bjergkæder i andre dele af landet, blandt andre Mazapil, Norillos og Guadalupe.
Udover hovedstaden Zacatecas er andre store byer blandt andre Sombrerete 121 km nordvest for hovedstaden (2.570 meter over havoverfladen), Ciudad Garcia, Guadalupe, Pinos, San Juan de Mezquital og Tacoaleche, Fresnillo.

## Ekstern henvisning
- Wikimedia Commons har flere filer relateret til Zacatecas (stat)
- Delstatens websted Arkiveret 6. marts 2012 hos  Wayback Machine

1. ↑  www.inegi.org.mx (fra Wikidata).